# Église Saint-Piat de Tournai
Pour les articles homonymes, voir Église Saint-Piat.
 (mars 2019).
Si vous disposez d'ouvrages ou d'articles de référence ou si vous connaissez des sites web de qualité traitant du thème abordé ici, merci de compléter l'article en donnant les références utiles à sa vérifiabilité et en les liant à la section « Notes et références ».
L'église Saint-Piat est un édifice religieux catholique sis à Tournai en Belgique. Le bâtiment se situe dans la partie sud du centre-ville et date du XIIe siècle. Le bâtiment a été classé comme monument historique en 1936. L'église est dédiée à saint Piat, le premier missionnaire chrétien de Tournai.

## Histoire
Selon les fouilles de 1971, il y aurait eu un cimetière chrétien au milieu du IVe siècle sur lequel une basilique mérovingienne aurait été construite au début du VIe siècle.
L'église actuelle a été érigée au XIIe siècle. Un chœur gothique a été construit sur la nef romane au XIIIe siècle. L'église a été agrandie au cours des siècles suivants. Au XVIIe siècle, des chapelles latérales ont été construites dans le hêtre, représentant la légende de Notre-Dame d'Alsemberg et la légende de Saint Hubert.

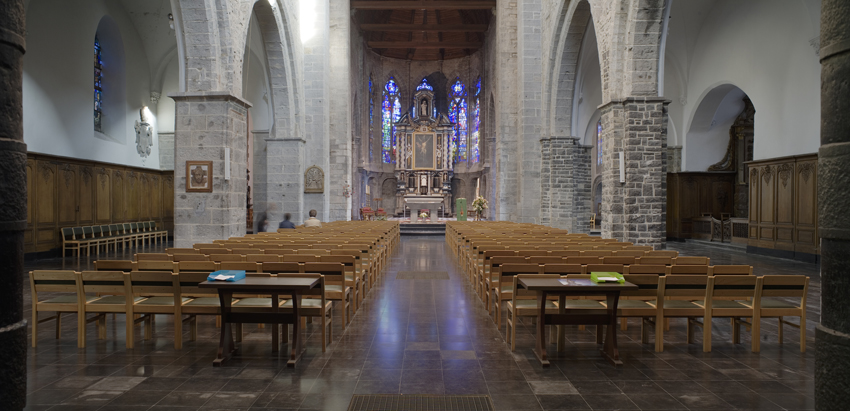
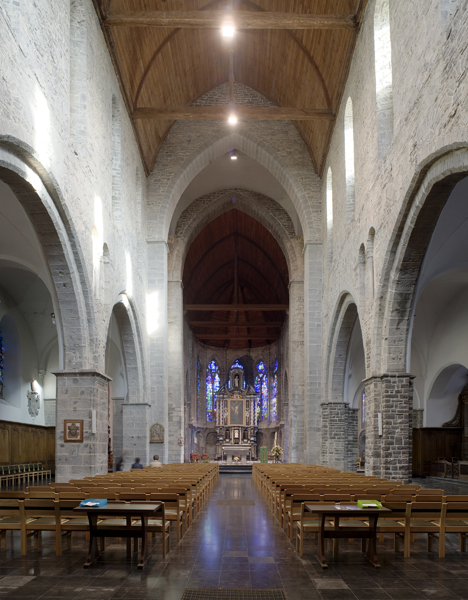